# José Arnáiz
José Manuel Arnáiz Díaz (Talavera de la Reina, 15 april 1995) is een Spaans voetballer die bij voorkeur als vleugelspeler speelt. Hij tekende in 2018 bij CD Leganés.

## Clubcarrière
Arnáiz speelde hij in de jeugd bij US Talavera en Real Valladolid. Hij debuteerde op 7 november 2015 in de Segunda División, tegen CD Leganés. Real Valladolid verkocht Arnáiz op 28 augustus 2017voor 3,4 miljoen euro verkocht aan FC Barcelona, dat hem tijdens het seizoen 2017/18 bij het tweede elftal onderbracht. Hij debuteerde op 24 oktober 2017 in het eerste elftal, tijdens een met 0–3 gewonnen wedstrijd in de Copa del Rey uit bij Real Murcia. Hij maakte zelf het derde doelpunt.